# جوزيف الأول. فرانس
جوزيف الأول. فرانس هو طبيب وسياسي أمريكي، ولد في 11 أكتوبر 1873 في كاميرون في الولايات المتحدة، وتوفي في 26 يناير 1939 في بورت ديبوست في الولايات المتحدة. نشط حزبياً في الحزب الجمهوري.

## مناصب
- انتخب عضو مجلس ولاية ماريلند  [لغات أخرى]‏.
- انتخب عضو مجلس الشيوخ الأمريكي [الإنجليزية]‏ عن دائرة مقعد ماريلند من الفئة أ في مجلس الشيوخ ‏ وقد انضم خلال فترته النيابية [الإنجليزية]‏ (4 مارس 1921 – 4 مارس 1923) للكتلة البرلمانية الحزب الجمهوري.
- انتخب عضو مجلس الشيوخ الأمريكي [الإنجليزية]‏ عن دائرة مقعد ماريلند من الفئة أ في مجلس الشيوخ ‏ وقد انضم خلال فترته النيابية [الإنجليزية]‏ (4 مارس 1919 – 4 مارس 1921) للكتلة البرلمانية الحزب الجمهوري.
- انتخب عضو مجلس الشيوخ الأمريكي [الإنجليزية]‏ عن دائرة مقعد ماريلند من الفئة أ في مجلس الشيوخ ‏ وقد انضم خلال فترته النيابية [الإنجليزية]‏ (4 مارس 1917 – 4 مارس 1919) للكتلة البرلمانية الحزب الجمهوري.